# Доар, Джон
Джон Майкл Доар (англ. John Michael Doar; 3 декабря 1921, Миннеаполис, Миннесота, США — 11 ноября 2014, Нью-Йорк, Штат Нью-Йорк) — американский юрист, адвокат, старший юрисконсульт нью-йоркской юридической фирмы «Доар, Рик, Кейли и Мак», борец за гражданские права.
Джон Доар родился в 1921 году в Миннеаполисе, служил в ВВС Армии США в годы Второй мировой войны, а затем окончил юридические факультеты Калифорнийского университета в Беркли и Принстонского университета. После завершения образования Джон вернулся в родной город и поступил в юридическую фирму своего отца. С 1960 по 1967 год, при администрациях президентов Джона Кеннеди и Линдона Джонсона, Доар занимал пост помощника генерального прокурора по гражданским правам. Будучи представителем федерального правительства в южных штатах в разгар движения за гражданские права, Доар бросил вызов политике дискриминации афроамериканцев на юге США. Он лично сопровождал на занятия и защищал первого чернокожего студента Джеймса Мередита в Миссисипском университете от толпы белых и губернатора штата Росса Барнетта, стремившихся сохранить расовое разделение. Доар активно участвовал в движении за гражданские права, способствуя обеспечению избирательных прав афроамериканцев и сыграв решающую роль в уничтожении сегрегации на юге США. Позднее он стал главным обвинителем в федеральном суде по делу об убийстве гражданских активистов Эндрю Гудмана, Джеймса Чейни и Майкла Швернера, ставшему основой для фильма 1988 года «Миссисипи в огне». В 1974 году Доар в качестве специального советника Палаты представителей, расследовавшей уотергейтский скандал, способствовал отставке президента Ричарда Никсона. После ухода с государственных должностей он основал собственную фирму «Доар, Рик, Кейли и Мак», специализировавшуюся на гражданском праве. В 2012 году за его деятельность по борьбе «за равные права для всех» первый чернокожий президент США Барак Обама наградил Доара Президентской медалью Свободы. Скончался Джон Доар в 2014 году от сердечной недостаточности.

## Биография

### Молодые годы и образование
Джон Майкл Доар родился 3 декабря 1921 года в Миннеаполисе (штат Миннесота) в семье учительницы Мэй и адвоката Уильяма Томаса Доара. У него были старший брат Уильям Томас Доар (юрист) и два двоюродных брата: Роберт Ноулз (будущий член Сената штата Висконсин) и Уоррен Ноулз (будущий губернатор Висконсина).
Джон вырос в Нью-Ричмонде — полностью заселённым белыми городе штата Висконсин. В 1940 году он окончил Академию Сент-Пол, где входил в баскетбольную команду. После этого Джон поступил в Принстонский университет, а именно в Школу государственных и международных отношений Вудро Вильсона, во время учёбы в котором продолжал играть в баскетбол и входил в комитет по озеленению. В 1943 году был зачислен в Военно-воздушные силы Армии США и проходил тренировки в качестве пилота бомбардировщика, однако к тому времени, как он получил звание второго лейтенанта, Вторая мировая война подошла к концу. Осенью 1945 года Доар вернулся в Принстон и в следующем году окончил его со степенью бакалавра искусств. В 1949 году окончил Школу права Калифорнийского университета в Беркли со степенью бакалавра права. В 1950 году уехал в Висконсин и вступил в адвокатскую палату штата, после чего в течение 10 лет практиковал в юридической фирме своего отца в Нью-Ричмонде, так как в министерстве юстиции не хотели брать его на работу. Позже, хотя его карьера главным образом прошла в Вашингтоне и Нью-Йорке, Джон называл своим родным домом Нью-Ричмонд.

### Карьера и правозащитная деятельность
В критический период для движения за гражданские права Доар служил в министерстве юстиции США: с 13 июля 1960 по 7 апреля 1965 года занимал пост первого помощника генерального прокурора, а затем до 29 декабря 1967 года — должность помощника генерального прокурора по гражданским правам. Его предшественником на втором посту был Бёрк Маршалл, а преемником — Стивен Поллак. В последние месяцы администрации Дуайта Эйзенхауэра и периоды президентства Джона Кеннеди и Линдона Джонсона, Доар, будучи видным соратником генерального прокурора Роберта Кеннеди, принимал активное участие в нескольких наиболее значимых событиях правозащитного движения и возбуждал дела против людей, нарушивших положения Акта о гражданских правах 1957 года. В начале 1961 года он вместе с коллегой по Министерству юстиции адвокатом Бобом Оуэном и с помощью Боба Мозеса начал расследование дискриминации избирателей в штате Миссисипи. Тогда же в том же штате Доар встретился с секретарем Национальной ассоциации содействия прогрессу цветного населения Медгаром Эверсом, с которым обсудил вопрос регистрации избирателей в нескольких южных округах штата. Поначалу чернокожие жители Миссисипи с недоверием отнеслись к «ещё одному белому, работающему на правительство», однако вскоре чёрные южане стали воспринимать Доара как своего союзника в деле приверженности расовому равенству. В том же году Доар посетил Монтгомери (штат Алабама), где вместе со своим помощником Джоном Сайгенталером начал работать над защитой активистов кампании «Freedom Riders» — борцов против сегрегации в общественном транспорте. За попытку помочь дискриминируемой женщине Сайгенталер был до потери сознания избит белой толпой, вооружённой трубами, но Доар не пострадал, впоследствии сравнив своё участие в этом деле с причастностью к «революционному движению». Начав с Алабамы, Доар вместе со своим кожаным портфелем, наполненным аффидевитами бесправных негров, объехал Джорджию, Луизиану и Миссисипи, информируя заместителей шерифов маленьких городков о том, что они должны дать своим чернокожим гражданам равные по Конституции права, либо он вернется с силами федерального правительства. Позже активист и лауреат Пулитцеровской премии Юджин Паттерсон говорил, что Доар был «человеком, который повторяет свои слова только один раз», а сам Джон отмечал, что к концу 1963 года на столах уже лежали «отчеты по регистрации избирателей в двадцати семи округах в штате Алабама, пятидесяти округах в штате Миссисипи и двадцати семи округах в штате Луизиана». Путь к этому был нелёгким, так как Доару приходилось присутствовать на судебных заседаниях сразу в трех штатах за день, а также сталкиваться с угрозами, насилием и коррупцией. Однажды во время одной из поездок в Теннесси он попросил прихожан негритянской церкви в сельской местности сообщить, кто из них получил уведомления о выселении после попытки зарегистрироваться на выборах, а в ответ на его слова почти все в зале подняли руки, что потрясло Доара. Только за первые семь месяцев работы он в судебном порядке опротестовал 300 решений о выселении, убедив судей, что они были приняты в целях пресечения регистрации чернокожих избирателей.
В 1962 году Доар вступил в противостояние с губернатором Миссисипи Россом Барнеттом и его попытками запретить доступ в Миссисипский университет студенту Джеймсу Мередиту, поступившему туда в сентябре того же года. В очередной раз отклонив решение Апелляционного суда пятого округа США о регистрации Мередита, Барнетт фактически пошёл против Конституции США, вследствие чего Кеннеди объявил о принуждении к соблюдению судебных решений «любыми средствами». В тот же день президент отправил в Миссисипи 500 федеральных маршалов. После этого здание университета окружила толпа из 2800 сегрегационистов, в числе которых были белые студенты и местные жители с ружьями и бутылками с зажигательной смесью под знамёнами Конфедерации, всячески оскорблявшие маршалов и бросавшие в них кирпичи и банки. В ответ маршалы распылили слезоточивый газ, и 14-часовой бунт вылился в масштабные столкновения, в ходе которых мятежники убили двух безоружных людей (журналист и ремонтник), были ранены сотни протестующих и 160 федеральных маршалов, а 200 человек арестованы. Утром 1 октября город выглядел так, как будто в нём прошла война, оставившая на улицах развороченные автомобили. Одновременно по распоряжению Кеннеди в город были введены армейские подразделения численностью более девяти тысяч человек. В тот же день Мередит, в сопровождении Доара и маршала Джеймса Макшейна, прошёл сквозь разъярённую белую толпу и был зарегистрирован в качестве первого чёрного студента Миссисипского университета. Доар оставался с Мередитом в течение нескольких недель, каждый день провожая его в класс и проживая в комнате студенческого общежития. Мередит находился под круглосуточной вооружённой защитой, так как на территории кампуса он постоянно подвергался насмешкам, закидывался мусором и пакетами с водой. Впоследствии, Мередит называл Доара и Макшейна двумя из числа самых храбрых людей, которых он когда-либо знал: «Я никогда не видел, чтобы кто-то из них проявил слабость в опасной ситуации».
В 1963 году, на похоронах лидера движения за гражданские права Медгара Эверса, убитого куклуксклановцем у собственного дома в Джексоне, около 100 скорбящих начали петь песни протеста за пределами церкви, нарушив постановление суда о молчании, после чего некоторые начали кидать камни и бутылки в полицейских, стоявших рядом с процессией. Выбежав на середину улицы, Доар успокоил разъярённую толпу, не побоявшись летящих над его головой кирпичей, и подняв вверх руки с закатанными рукавами, призвал всех сложить оружие — «Меня зовут Джон Доар, Д-О-А-Р. Я из Министерства юстиции, и здесь всякий знает, что я стою за справедливость». Он обратился к людям: «Вы ничего не добъётесь бутылками и кирпичами. Медгар Эверс не хотел бы, чтобы всё повернулось так». Таким образом, он предотвратил открытие огня стоящими напротив солдатами, что могло обернуться массовым убийством. Один из восьми выпускников юридического факультета Беркли, работавших под началом Доара, будущий судья Окружного суда США Телтон Хендерсон позже говорил: «Джон предотвратил то, что иначе могло обернуться бойней. У него хватило мужества встать на линию огня, куда никто не осмелился ступить. Только Бог знает, сколько жизней было спасено тогда».
В 1964 году Доар при помощи ФБР возбудил федеральные дела о нарушении гражданских прав против людей, причастных к линчеванию активистов Эндрю Гудмана, Джеймса Чейни и Майкла Швернера. Гудман, Чейни и Швернер погибли при попытке регистрации чернокожих избирателей в рамках проекта «Лето свободы». В итоге из 17 обвиняемых семеро были приговорены к различным срокам заключения, включая заместителя шерифа Нешобы и руководителя Ку-Клукс-Клана в штате Миссисипи, до последнего момента смеявшихся и шутивших в зале заседания. Позже Доар отмечал: «Это был первый раз, когда белые были осуждены за насилие против негров в штате Миссисипи. Это был исторический вердикт». В дальнейшем Доар принял участие в разработке Акта о гражданских правах 1964 года и Акта о избирательных правах 1965 года, подписанных президентом Линдоном Джонсоном, поставивших вне закона дискриминацию по признаку расы, цвета кожи, религии, пола или национального происхождения в США и наделивших всех американцев равными правами. В марте 1965 года Доар первым прибыл в Монтгомери и принял участие в марше за гражданские права к мосту Эдмунда Петтуса, во время которого он в качестве помощника генерального прокурора двигался на полквартала впереди основной массы манифестантов, рядом с Мартином Лютером Кингом. Позже Доар возбудил уголовное дело по факту убийства Вайолы Лиаззо, активистки правозащитного движения и матери пятерых детей, застреленной за рулём автомобиля на шоссе в последнюю ночь марша. После того, как полностью состоявший из белых суд присяжных штата Алабама отказался осудить убийц, Доар выступил за применение старого федерального закона о гражданских правах и виновные были приговорены федеральным судьёй к 10 годам заключения.
В интервью студенческой газете The Daily Princetonian в 1967 году Доар рассказал, что «впервые познакомился с явлением расовой дискриминации в ходе бесед со своими соседями-южанами», когда сам учился в Принстоне. Впоследствии он никогда не дрожал перед разъярённой толпой, сделав, по выражению корреспондента журнала Esquire, закон своим щитом, а затем и своим мечом. Его жизнь всегда находилась под угрозой, и сам Джордж Корли Уоллес сказал однажды своим подручным, что «кто-то должен взять ружье и отстрелить Доару голову». Доар не искал славы за то, что он расценивал как выполнение своего гражданского и профессионального долга, за всю свою жизнь он не написал ни одной книги и не стал звездой СМИ.

### Последующая работа
К концу срока администрации Джонсона Доар отошёл от работы с правительством и вернулся в частную практику. С 1968 по 1973 год он занимал пост президента фонда «Bedford-Stuyvesant Development & Service Corporation» в Бруклине, поставившего себе целью борьбу с бедностью и нищетой, а также активизацию городской взаимопомощи. Он вошёл в руководство корпорации по просьбе Роберта Кеннеди, и когда через четыре месяца тот был убит, Доар почувствовал, что должен остаться на этом посту, так как Кеннеди сделал для него много хорошего. План развития района включал в себя поиск финансирования, покупку земли, организацию бизнеса и сдачу его в аренду предпринимателям, которые будут нанимать и обучать людей по соседству, и в результате всего этого были созданы сотни местных предприятий и тысячи рабочих мест. В 1972 году Доар возглавил Попечительский комитет Принстона, выступив за сохранение Корпуса подготовки офицеров запаса на территории университетского кампуса, несмотря на высокие денежные затраты и всё ещё идущую вьетнамскую войну. Затем он возглавлял Школьный совет Нью-Йорка при мэре Джоне Линдси.
6 февраля 1974 года Палата представителей Конгресса США приняла резолюцию № 80, разрешившую Комитету Палаты по судебной власти определить «целиком и полностью, существуют ли достаточные основания для Палаты представителей применить свои конституционные полномочия с целью импичмента Ричарду Никсону, Президенту Соединенных Штатов Америки». Председатель Комитета, демократ Питер Родино, инициировавший следствие по уотергейтскому скандалу, назначил специальным консультантом Комитета именно Доара, несмотря на то, что тот был республиканцем. Родино настаивал на двухпартийности Комитета и вскоре вместе с Доаром собрал команду из 105 юристов, приступивших к исследованию вопроса вынесения импичмента. Отличники лучших юридических школ страны работали до 20 часов в день, семь дней в неделю, на втором этаже отеля «Capitol Hill», по другую сторону улицы от здания Конгресса. Под началом Доара в качестве младшего адвоката была молодая выпускница Йельского университета Хиллари Родэм (в будущем Хиллари Клинтон). Она, в частности, занималась сбором материалов о внутренней работе Белого дома при Никсоне, скрытой системе управления властью и политикой в Вашингтоне. Никоим образом не затрагивая в общении со своими сотрудниками тему импичмента, Доар тогда говорил: «Я не имею ни малейшего предубеждения против президента Никсона как человека. Я надеюсь, что не нанесу ему ни малейшего ущерба». По большому счёту, именно на него полагались все республиканцы и даже демократы из Палаты представителей, не хотевшие выполнять монотонной грязной работы, но желавшие отставки президента. Доар наложил строгий запрет на выражение собственной политической позиции, обсуждение добытой информации с друзьями или с прессой, а в общении с сотрудниками Никсон упоминался исключительно как президент. Почти 30 лет спустя, в своих мемуарах «Живая история» Клинтон вспоминала, что «у Джона Доара была аллергия на публичность. Он ввёл строгую политику полной конфиденциальности, даже анонимности. Он предупредил нас, чтобы мы не вели дневники, выбрасывали деликатные бумаги в специально отведенные для этого контейнеры, никогда не разговаривали о работе за пределами здания, никогда не привлекали к себе внимания и избегали любой общественной деятельности (как если бы у нас было время для этого). Он знал, что секретность является единственным способом сделать процесс честным и достойным». Ввиду открытия новых обстоятельств дела Никсон 9 августа 1974 года самостоятельно подал в отставку, направив соответствующее письмо государственному секретарю США Генри Киссинджеру.
С октября по декабрь 1974 года Доар был старшим научным сотрудником Школы Вудро Вильсона в Принстоне, но не участвовал в активной работе, чтобы избежать конфликта интересов. В 1975 году он получил «Премию Вудро Вильсона» от Принстонского университета. Доар постоянно сотрудничал со своим родным университетом, в течение почти пяти десятилетий принимая участие в его программах и выступая с лекциями, а с 1980 по 1982 год он даже возглавлял Родительский фонд Принстона. С 1983 по 1988 год Доар занимал должность юрисконсульта Судебного совета по одиннадцатому округу, занимаясь вопросом конкретных жалоб на окружного судью США Элси Хастингса. После выявления факта получения Хастингсом взятки за закрытие дела, судебный комитет Сената отстранил его от должности. После этого Доар вернулся к частной практике в Нью-Йорке, открыв юридическую фирму «Доар, Рик, Кейли и Мак», занявшуюся сложными коммерческими и личными разбирательствами. В 1985 году в интервью PBS Доар так охарактеризовал свою деятельность в 1960-е годы: «Мы имели дело с кастовой системой. И мы пытались изменить кастовую систему способами, предусмотренными законом, а не путём революции и не через применение военной силы… Я всегда чувствовал, что, несмотря на все трудности, американский народ добился по-настоящему масштабных, прогрессивных, положительных, конструктивных достижений в этот период, если принять во внимание, что в период с 1954 по 1965 год эта страна разрушила кастовую систему. Больше ни одна цивилизация не пыталась сделать это мирно, без революции. И американский народ достиг этого посредством демократических конституционных правовых процессов». В 1994 году Доар сказал, что не искал популярности за свою работу, отметив: «Вот подходит конец моей карьеры, и я не чувствую, что я упустил что-нибудь. Мне не о чём сожалеть». В 2000 году Доар был выбран из выпускников Принстона 1967 года для награждения «Премией гражданина-спортсмена». В его честь и в знак признания достижений в гражданских правах министерством юстиции США была учреждена «Премия Джона Доара», которой награждаются юристы, прослужившие 10 лет в отделе гражданских прав и продемонстрировавшие высокие стандарты качества и самоотверженности на протяжении всей карьеры.
В последние годы жизни, даже в 90 лет, Доар продолжал работать адвокатом в компании «Доар, Рик, Кейли и Мак», а также был членом Адвокатской палаты штата Калифорния. Он называл себя «линкольновским республиканцем» и отзывался об избрании Барака Обамы как о «полезном», поражаясь прогрессу, достигнутому с 1960 года: «Бесчисленное множество чёрных граждан на юге не могло голосовать. Они были гражданами второго сорта от колыбели до могилы. Дискриминация была ужасной, жестокой. И подумать только, что с этим покончено. Дело сделано».

### Награждение Президентской медалью Свободы
26 апреля 2012 года президент США Барак Обама объявил о награждении Джона Доара Президентской медалью Свободы. 29 мая на церемонии в Восточной комнате Белого Дома Обама, возложив на Доара шейную ленту с медалью, произнёс следующие слова:

Стоял обжигающе жаркий день 1963 года, и штат Миссисипи был на грани резни. Похоронная процессия Медгара Эверса только что разошлась, и группа демонстрантов бросала камни в строй столь же воинственно настроенных и хорошо вооружённых полицейских. И вдруг белый человек, одетый в рубашку с короткими рукавами, с поднятыми руками подошёл к протестующим и убедил их мирно отправиться домой. Этим человеком был Джон Доар. Он был лицом Министерства юстиции на Юге. Его работа доказывала, что правительство прислушивается к народу. Он годами сопровождал Джеймса Мередита в Миссисипский университет. Он был участником марша из Сельмы в Монтгомери. Он заложил основу для Акта о гражданских правах 1964 года и Акта об избирательных правах 1965 года. Выражаясь словами Джона Льюиса, «он дал [борцам за гражданские права] причину не ставить крест на властях». И произошло это потому, что он сам никогда не ставил на них крест. И я думаю, что справедливо будет сказать, что меня не было бы сейчас здесь, если бы не его работа.
Оригинальный текст (англ.)It was a scorching hot day in 1963, and Mississippi was on the verge of a massacre. The funeral procession for Medgar Evers had just disbanded, and a group of marchers was throwing rocks at a line of equally defiant and heavily-armed policemen. And suddenly, a white man in shirtsleeves, hands raised, walked towards the protestors and talked them into going home peacefully. And that man was John Doar. He was the face of the Justice Department in the South. He was proof that the federal government was listening. And over the years, John escorted James Meredith to the University of Mississippi.  He walked alongside the Selma-to-Montgomery March. He laid the groundwork for the Civil Rights Act of 1964 and the Voting Rights Act of 1965. In the words of John Lewis, “He gave [civil rights workers] a reason not to give up on those in power.” And he did it by never giving up on them. And I think it's fair to say that I might not be here had it not been for his work.

Доар, ставший одним из 13 кавалеров Президентской медали Почёта за 2012 год наряду с Бобом Диланом, Тони Моррисоном, Мадлен Олбрайт и Джоном Полом Стивенсом, отметил: «Не существует более привилегированной работы, чем работа на благо страны в борьбе с очень сложной и давней расовой проблемой. Эта награда на самом деле получена за коллективную работу Отдела гражданских прав, представляющего Соединенные Штаты в этом очень важном вопросе».

### Последние годы
В августе 2012 года Доар был госпитализирован в Нью-Йорке из-за сгустка крови в лёгком. 10 сентября 2013 года его имя было увековечено на стене славы, открытой в Бедфорд — Стайвесанте в присутствии его сына — комиссара администрации человеческих ресурсов Нью-Йорка Роберта Доара. 3 октября в Мэдисоне Джон Доар получил Награду Чарльза Л. Голдберга за особые заслуги по службе от организации «Wisconsin Law Foundation» за многолетние заслуги перед юридическим сообществом и общественностью. 20 ноября он присутствовал на ужине в Национальном музее американской истории в честь 50-летия учреждения Президентской медали Свободы президентом Кеннеди.

### Смерть и прощание
Джон Доар скончался во вторник 11 ноября 2014 года в возрасте 92 лет от сердечной недостаточности в своём доме на Манхэттене. Его сын, Роберт, сказал, что отец был тружеником, очень внимательным к деталям и имел отличное чувство юмора, несмотря на жёсткость и принципиальность в судебных делах, добавив: «Он любил свою страну и хотел сделать её лучше… У него было большое сердце». Доар умер в год 50-летия «Лета свободы» и спустя год после отмены Верховным судом США 5-го раздела Акта о избирательных правах 1965 года.
Президент США Барак Обама опубликовал специальное заявление в связи со смертью Доара

Мишель и я опечалены известием о кончине Джона Доара, одного из самых храбрых американских юристов своей и любой другой эпохи. Представляя Министерство юстиции на сегрегированном Юге, Джон сопровождал Джеймса Мередита в Миссисипский университет. Он сопровождал марш из Сельмы в Монтгомери. Он заложил основу для Акта о гражданских правах и Акта об избирательных правах. Снова и снова Джон рисковал жизнью, чтобы сделать реальностью обещание равных прав для всех, которое дала наша страна. Без мужества и настойчивости Джона Мишель и я не могли бы оказаться там, где находимся сегодня, и наши мысли и молитвы с его детьми, внуками и всеми теми, кто его любил и восхищался им.
Оригинальный текст (англ.)Michelle and I were saddened to hear of the passing of John Doar, one of the bravest American lawyers of his or any era. As the face of the Justice Department in the segregated South, John escorted James Meredith to the University of Mississippi. He walked alongside the Selma-to-Montgomery March. He laid the groundwork for the Civil Rights Act and the Voting Rights Act. Time and time again, John put his life on the line to make real our country’s promise of equal rights for all. Without John’s courage and perseverance, Michelle and I might not be where we are today, and our thoughts and prayers are with his children, his grandchildren, and all those who loved and admired him.

Генеральный прокурор США Эрик Холдер назвал Доара «гигантом в истории движения за гражданские права», мужественным защитником жертв дискриминации и истинным поборником справедливости и равенства на протяжении десятилетий. Холдер поклялся, что дело жизни Доара будет продолжено, а «его вклад и яркий пример… будут стремить нас вперед». Министр труда США Томас Перес, бывший ранее помощником генпрокурора, написал, что «Америка потеряла одного из своих самых смелых и дерзких титанов в сфере гражданских прав», установившего за время службы «планку, к которой стремился каждый из тех, кто следовал за ним на этом посту». Министр призвал, вдохновившись примером Доара, с тем же упорством и мужеством решать современные проблемы в области гражданских прав. Свои соболезнования выразили борец за гражданские права и бывший председатель правления Национальной ассоциации содействия прогрессу цветного населения Джулиан Бонд, а также президент Центра Роберта Ф. Кеннеди Керри Кеннеди, дочь Роберта Кеннеди, соратника Доара.
По словам мэра Нью-Йорка Билла де Блазио, Джон Доар «провел жизнь на страже справедливости и гражданских прав всех американцев». Де Блазио указал на роль Доара как национального лидера в борьбе за окончание сегрегации, в расследовании Уотергейтского скандала и в привлечении к ответственности убийц гражданских активистов в 1960-е годы; по его словам, «Джон всегда занимал правильную сторону в истории… его впечатляющее наследие и достижения всей жизни будут продолжать вдохновлять нас в течение долгих лет». Бывший мэр Нью-Йорка бизнесмен Майкл Блумберг также выразил печаль в связи с известием о смерти Доара, чья «принципиальная приверженность высшим идеалам нации» выдвинула его в ряд самых значительных общественных фигур эпохи. Помимо заслуг Доара в деле десегрегации южных штатов и расследовании Уотергейтского дела, Блумберг особо отметил его роль в борьбе за справедливость и равные возможности в бруклинском районе Бедфорд — Стайвесант. Блумберг подчеркнул, что Доар «помог наметить путь к лучшему будущему для страны», не стремясь при этом к выборным постам или персональным отличиям".
Церемония прощания с Доаром прошла 13—14 ноября в Погребальной часовне Фрэнка Е. Кэмпбелла на 81-й улице у Мэдисон-авеню.

## Личная жизнь
С 1948 по 1973 год Джон Доар был женат на Энн Леффингвелл. Несмотря на развод, Джон заботился о Энн до её смерти в 2013 году. С 1984 по 1996 год Доар состоял в браке с Патти Фергюсон Конрой. У него было четверо детей — сыновья Майкл, Берк и Роберт (бывший комиссар администрации человеческих ресурсов Нью-Йорка) и дочь Мэри Гэл, — 12 внуков и один правнук.

## В искусстве
В 1988 году об убийствах трёх правозащитников 1964 года был снят фильм «Миссисипи в огне».
В 2014 году о марше Монтгомери 1965 года был снят фильм «Сельма», где роль Доара сыграл актёр Алессандро Нивола.